# 鳥飼村 (福岡県三潴郡)
鳥飼村（とりかいむら）とは、福岡県三潴郡にかつて存在した村。

## 歴史
- 1889年4月1日 - 町村制施行により三潴郡津福村、津福今村、白口村の一部、御井郡大石村、白山村、梅満村、長門石村が合併して鳥飼村が成立する。
- 1917年10月1日 - 久留米市に編入される。合併時の村長は、中垣英治。

## 著名な出身者
- 牛島謹爾